# Léopard d'or
Pour les articles homonymes, voir Léopard d'or (homonymie).

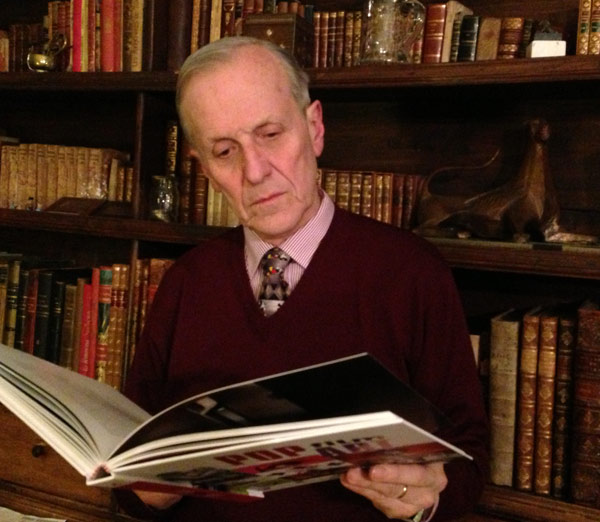
Corrado Farina avec son Léopard d'or.

Le Léopard d'or (Pardo d'oro) est la récompense suprême décernée depuis 1968 à un film en compétition par le jury du Festival international du film de Locarno.

## Palmarès

### Années 1940
- 1946 : Dix Petits Indiens (And Then There Were None) de René Clair  États-Unis
- 1947 : Le silence est d'or de René Clair  France
- 1948 : Allemagne année zéro (Germania anno zero) de Roberto Rossellini  Italie
- 1949 : La Ferme des sept péchés de Jean Devaivre  France

### Années 1950
- 1950 : Planqué malgré lui (When Willie Comes Marching Home) de John Ford  États-Unis
- 1951 : Pas de festival
- 1952 : Rapt (Hunted) de Charles Crichton  Royaume-Uni
- 1953 [1] :
  - Jules César (Julius Caesar) de David Bradley  États-Unis
  - Le Compositeur Glinka (Kompozitor Glinka) de Grigori Alexandrov  Union soviétique
  - Les Frontières de la vie (The Glass Wall) de Maxwell Shane  États-Unis
- 1954 [2] :
  - La Porte de l'enfer (Jigokumon) de Teinosuke Kinugasa  Japon
  - Le Mouton à cinq pattes de Henri Verneuil  France
  - J'ai trahi Hitler (Rotation) de Wolfgang Staudte  Allemagne
- 1955 [3] :
  - Carmen Jones d'Otto Preminger  États-Unis
  - Le Brave Soldat Chvéïk (Dobrý voják Svejk) de Jiří Trnka  Tchécoslovaquie
- 1956 : Pas de festival
- 1957 [4] :
  - Le Cri (Il Grido) de Michelangelo Antonioni  Italie
  - Mon père, cet étranger (The Young Stranger) de John Frankenheimer  États-Unis
- 1958 : 10, rue Frederick (Ten North Frederick) de Philip Dunne  États-Unis
- 1959 : Le Baiser du tueur (Killer's Kiss) de Stanley Kubrick  États-Unis

### Années 1960
- 1960 : Le Bel Antonio (Il Bell'Antonio) de Mauro Bolognini  Italie
- 1961 : Feux dans la plaine (野火, Nobi?) de Kon Ichikawa  Japon
- 1962 : Un cœur gros comme ça de François Reichenbach  France
- 1963 : Transport du paradis (Transport z raje) de Zbyněk Brynych  Tchécoslovaquie
- 1964 : L'As de pique (Černý Petr) de Miloš Forman  Tchécoslovaquie
- 1965 : Quatre Heures du matin (Four in the Morning) d'Anthony Simmons  Royaume-Uni
- 1966 : Du courage pour chaque jour (Kazdy den odvahu) d'Evald Schorm  Tchécoslovaquie
- 1967 : Terre en transe (Terra em Transe) de Glauber Rocha  Brésil
- 1968 : I visionari de Maurizio Ponzi  Italie
- 1969 :
  - Charles mort ou vif d'Alain Tanner  Suisse
  - Dis-moi bonjour (Szemüvegesek) de Sándor Simó  Hongrie
  - Trois tristes tigres (Tres tristes tigres) de Raoul Ruiz  Chili
  - Pas de gué dans le feu (В огне брода нет, V ogne broda niet) de Gleb Panfilov  Union soviétique

### Années 1970
- 1970 :
  - End of the Road de Aram Avakian  États-Unis
  - Lilika de Branko Plesa  Yougoslavie
  - La Vie éphémère (無常, Mujō?) d'Akio Jissōji  Japon
  - Soleil Ô de Med Hondo  Mauritanie
- 1971 :
  - Les Amis de Gérard Blain  France
  - Hanno cambiato faccia de Corrado Farina  Italie
  - In punto di morte de Mario Garriba  Italie
- 1972 : Bleak Moments de Mike Leigh  Royaume-Uni
- 1973 : Illumination (Iluminacja) de Krzysztof Zanussi  Pologne
- 1974 : 25, rue des Sapeurs de István Szabó  Hongrie
- 1975 : Le fils d'Amr est mort de Jean-Jacques Andrien  Belgique
- 1976 : Le Grand soir de Francis Reusser  Suisse
- 1977 : Antonio Gramsci: I giorni del carcere de Lino Del Fra  Italie
- 1978 : Les Fainéants de la vallée fertile (Oi Tembelides tis eforis koiladas) de Níkos Panayotópoulos  Grèce
- 1979 : Le Troupeau (Sürü) de Zeki Ökten  Turquie

### Années 1980
- 1980 : Maudits je vous aimerai ! (Maledetti vi amerò) de Marco Tullio Giordana  Italie
- 1981 : Chakra de Rabindra Dharmaraj (de)  Inde
- 1982[5] : 
  - Traveller de Joe Comerford (en)  Irlande
  - Rapports préfabriqués de Béla Tarr  Hongrie
  - Les Jocondes de Jean-Daniel Pillault  France
  - Le Quatuor Basileus de Fabio Carpi  Italie
- 1983 : La Princesse (Adj király katonát) de Erdőss Pál (hu)  Hongrie
- 1984 : Stranger Than Paradise de Jim Jarmusch  États-Unis
- 1985 : L'Âme-sœur (Höhenfeuer) de Fredi Murer  Suisse
- 1986 : Jezioro Bodeńskie de Janusz Zaorski  Pologne
- 1987 : O Bobo de José Álvaro Morais  Portugal
- 1988 :
  - Distant Voices, Still Lives de Terence Davies  Royaume-Uni
  - Schmetterlinge de Wolfgang Becker  Allemagne de l'Ouest
- 1989 : Pourquoi Bodhi-Dharma est-il parti vers l'orient ? (Dalmaga dongjjok-euro gan ggadakeun?) de Bae Yong-kyun (ko)  Corée du Sud

### Années 1990
- 1990 : Valse accidentelle de Svetlana Proskourina  Union soviétique
- 1991 : Johnny Suede de Tom DiCillo  États-Unis
- 1992 : Qiu yue de Clara Law  Hong Kong
- 1993 : Ma vie sur le bicorne  (Azghyin ushtykzyn'azaby) de Yermek Shinarbayev  Kazakhstan
- 1994 : La Jarre (Khomreh) d'Ebrahim Forouzesh  Iran
- 1995 : Raï de Thomas Gilou  France
- 1996 : Nénette et Boni de Claire Denis  France
- 1997 : Le Miroir (Ayneh) de Jafar Panahi  Iran
- 1998 : Zhao xiansheng de Lu Yue  Chine
- 1999 : Peau d'homme cœur de bête de Hélène Angel  France

### Années 2000
- 2000 : Baba de Wang Shuo  Chine
- 2001 : Vers la révolution en 2 CV (Alla rivoluzione sulla due cavalli) de Maurizio Sciarra  Italie
- 2002 : Das Verlangen de Iain Dilthey  Allemagne
- 2003 : Eau dormante (Khamosh Pani: Silent Waters) de Sabiha Sumar  Pakistan
- 2004 : Private de Saverio Costanzo  Italie
- 2005 : Nine Lives de Rodrigo García  États-Unis
- 2006 : Das Fräulein d'Andrea Štaka  Suisse -  Allemagne
- 2007 : The Rebirth (Ai no yokan) de Masahiro Kobayashi  Japon
- 2008 : Parque vía d'Enrique Riveros  Mexique
- 2009 : Une Chinoise (She, a Chinese) de Guo Xiaolu  Chine

### Années 2010
- 2010 : Han jia de Li Hongqui  Chine
- 2011 : Trois sœurs (Abrir puertas y ventanas) de Milagros Mumenthaler  Argentine/ Suisse
- 2012 : La Fille de nulle part de Jean-Claude Brisseau  France
- 2013 : Historia de la meva mort (Histoire de ma mort) d'Albert Serra  Espagne
- 2014 : From What is Before (Mula sa Kung Ano ang Noon) de Lav Diaz  Philippines
- 2015 : Un jour avec, un jour sans (Jigeumeun-matgo-geuttaeneun-tteullida) de Hong Sang-soo  Corée du Sud
- 2016 : Godless de Ralitza Petrova  Bulgarie  Danemark  France
- 2017 : Mrs. Fang de Wang Bing  Chine
- 2018 : Les Étendues imaginaires de Yeo Siew-hua (zh)  Singapour
- 2019 : Vitalina Varela de Pedro Costa  Portugal

### Années 2020
- 2021 : Seperti Dendam, Rindu Harus Dibayar Tuntas (id) d'Edwin  Indonésie
- 2022 : Règle 34 (pt) (Regra 34) de Júlia Murat (de)  Brésil
- 2023 : Mantagheye bohrani (fa) (منطقه بحرانی) d'Ali Ahmadzadeh  Iran
- 2024 : Toxic (de) (Akiplėša) de Saulė Bliuvaitė  Lituanie
- 2025 : Tabi to hibi (en) de Shō Miyake